# Les Souris en goguette
 (juillet 2020).
Pour plus de détails, voir Fiche technique et Distribution.
Les Souris en goguette (Mice Follies en anglais) est un cartoon américain Looney Tunes de 1960 réalisé par Robert McKimson. 